# Choszczowe
Choszczowe (prononcé en polonais : [xɔʂˈt͡ʂɔvɛ) est un village polonais de la gmina de Zabrodzie dans la powiat de Wyszków de la voïvodie de Mazovie dans le centre-est de la Pologne.
Le village possède une population d'environ 190 habitants en 2006.

## Histoire
De 1975 à 1998, le village faisait partie du territoire de la voïvodie d'Ostrołęka.

Depuis 1999, Choszczowe est situé dans la voïvodie de Mazovie.